# Embrace the Emptiness

Embrace the Emptinesses el álbum debut de Evoken. Originalmente lanzado en 1998 por Elegy Records. Fue reeditado por Solitude Productions en 2006 con un nuevo diseño.

## Integrantes
- John Paradiso - Guitarra/Vocal
- Nick Orlando - Guitarra
- Steve Moran - Bajo
- Vince Verkay - Batería
- Dario Derna - Teclado
- Charles Lamb - Sesión de violonchelo

## Lista Canciones
| N.º | Título                      | Duración |  |
| 1.  | «Intro»                     | 3:22     |  |
| 2.  | «Tragedy Eternal»           | 9:52     |  |
| 3.  | «Chime the Centuries End»   | 9:45     |  |
| 4.  | «Lost Kingdom of Darkness»  | 11:52    |  |
| 5.  | «Ascend into the Maelstrom» | 9:53     |  |
| 6.  | «To Sleep Eternally»        | 12:49    |  |
| 7.  | «Curse the Sunrise»         | 12:57    |  |